# Paradoxa monospora
Paradoxa monospora är en svampart som beskrevs av Mattir. 1935. Paradoxa monospora ingår i släktet Paradoxa och familjen Tuberaceae.   Inga underarter finns listade i Catalogue of Life.